# Kuryella
Kuryella is een geslacht van hooiwagens uit de familie Gonyleptidae. De wetenschappelijke naam van het geslacht werd in 1947 door H.E.M. Soares & B.A. Soares gepubliceerd als Paranaleptes. Die naam was echter in 1937 al door Stephan von Breuning gebruikt voor een geslacht van kevers uit de familie boktorren (Cerambycidae), en dus niet meer beschikbaar. In januari 2006 publiceerde Hüseyin Özdikmen daarop het nomen novum Kuryella voor het geslacht van hooiwagens. De auteur van de vervangende naam merkt in de protoloog op dat het grammaticale geslacht van de naam mannelijk is, en vervoegt vervolgens de twee soorten die erin geplaatst worden expliciet met een vrouwelijke uitgang, waarmee het grammaticale geslacht volgens de regels van de ICZN definitief vrouwelijk is.

## Soorten
Kuryella omvat de volgende soorten:
- Kuryella melanoacantha
- Kuryella xanthoacantha